# الإسلام في أوسيتيا الجنوبية
الإسلام هو ثالث أكثر ديانة ممارسة في جمهورية أوسيتيا الجنوبية ذات الأغلبية المسيحية.

## تاريخ
بدأ الإسلام بالانتشار في أوسيتيا خلال القرنين 14 و15. حسب المصادر، فإن العائلات النبيلة في المجتمع الأوسيتي فقط هي التي اعتنقت الإسلام، بينما بقيت الطبقات الأقل على دين المسيحية.
خلال القرنين 17 و18، جزء من الأوسيتيين من ديغور (تحت تأثير من كبرداي) استقبل الديانة الإسلامية. طغت المسيحية على الإسلام في أوسيتيا خلال سيطرة الإمبراطورية الروسية منذ 1801. في الحقيقة، وفقا لروسلان بزارغوف: «في أوسيتيا المسلمون أبدا لم يحصلوا على أكثر من 12-15% من الساكنة».

## ديموغرافيا
مع أنه لا توجد إحصاءات رسمية، تقول التقديرات أن حوالي 35% من سكان أبخازيا وجنوب أوسيتيا مسلمون. تتوقع السلطات أن أنشطة روسيا العسكرية والسياسية في المنطقتين ستؤدي إلى ازدياد هذه النسبة.